# If I Could Turn Back Time
If I Could Turn Back Time è un singolo di Cher pubblicato il 1º giugno 1989 dalla cantante e attrice statunitense Cher.

## Video musicale
Il video di If I Could Turn Back Time è ambientato a bordo della nave militare statunitense USS Missouri, dove Cher canta davanti ad una folla di marinai. Il video è stato filmato il 1º luglio 1989, giorno in cui la nave era ancorata a Los Angeles con tutto l'equipaggio. L'intera nave è adorna di riflettori e luci stroboscopiche. I marinai sono sul ponte, che acclamano la cantante e agitano le braccia a ritmo.
A metà degli anni Novanta Cher dichiarò che nel videoclip voleva far passare un messaggio antimilitaristico nel clima politico subito precedente alla Guerra del Golfo.
L'abito indossato da Cher nel video è un corpetto retinato sotto un costume da bagno nero a pezzo unico estremamente succinto. L'abito causò alcune controversie, e molti canali televisivi bandirono il video. Nel 1989 MTV escluse il video dalla sua programmazione, ma in seguito al successo della canzone lo trasmise solo dopo le ore 21. Si dice che Cher avesse commentato una volta sul set che originariamente quando aveva accettato di indossare il costume, i marinai non avrebbero dovuto essere presenti. Un video "censurato", con alcune nuove scene a coprire quelle con il suo corpo troppo in vista fu distribuito in alternativa.
Il figlio di Cher, Elijah Blue Allman, allora dodicenne, fa un cameo nel video, suonando la chitarra (indossa occhiali scuri e una maglietta di Jimi Hendrix). Inoltre, anche il secondo marito di Cher e padre di Elijah, Gregg Allman, suona la chitarra nel video.
Il video ufficiale del remix di If I Could Turn Back Time è presente nel DVD di Cher Living Proof: The Farewell Tour del 2003.
Questo iconico video di Cher è stato parodiato in varie occasioni, come in La storia segreta di Stewie Griffin, dove Meg Griffin interpreta il ruolo di Cher, ma i marinai scappano tutti a gambe levate e la nave finisce per affondare.

## Tracce
Singolo CD
1. If I Could Turn Back Time (Rock Guitar Version)
2. If I Could Turn Back Time
3. I Found Someone

Singolo Remix
1. Believe (Almighty Definitive Mix)
2. If I Could Turn Back Time (Almighty Remix)
3. If I Could Turn Back Time (TNT Vocal Mix)
4. If I Could Turn Back Time (TNT Dub)
5. One by One (Junior Vasquez Vocal Remix)

## Classifiche

### Classifiche settimanali
| Classifica (1989) | Posizione massima |
| ----------------- | ----------------- |
| Australia         | 1                 |
| Austria           | 14                |
| Belgio (Vallonia) | 6                 |
| Canada            | 2                 |
| Germania Ovest    | 1                 |
| Irlanda           | 1                 |
| Italia            | 6                 |
| Norvegia          | 1                 |
| Nuova Zelanda     | 3                 |
| Paesi Bassi       | 4                 |
| Regno Unito       | 6                 |
| Stati Uniti       | 3                 |
| Svezia            | 11                |

## Nella cultura di massa
La canzone è presente nella colonna sonora del film Deadpool 2 del 2018.